# Carl Santner
Carl Santner, également appelé Karl Santner, né le 26 janvier 1819 à Salzbourg et mort le 19 avril 1885 dans la même ville, est un officier de justice et un compositeur autrichien.

## Biographie
Karl Santner naît le 26 janvier 1819 à Salzbourg.
Fils d'un employé de bureau, il entre à l'Institut des enfants de chœur de la cathédrale de Salzbourg à l'âge de 10 ans.
Surintendant de la prison royale de Garsten et Suben, directeur musical de l'église de Salzbourg, 1870, et secrétaire du Mozarteum, il utilise la musique comme moyen thérapeutique ; compositeur de chœurs d'hommes, de messes, etc., il publie un Handbuch der Tonsetzkunst.
Karl Santner meurt le 19 avril 1885 dans sa ville natale.